# Hervaeus Natalis
Hervaeus Natalis de Brito (oder auch: de Nedellec, Nédélec, Nédélek, Noël; als Vorname auch: Arveus, Erveus, Hervé) (* gegen 1260 im Bistum Tréguier; † 7. August 1323 in Narbonne) war ein französischer Dominikaner und ein Vertreter der thomistischen Scholastik.
Natalis trat 1276 dem Dominikanerorden in Morlaix bei. Nach einem Aufenthalt am Pariser Konvent St. Jacques (1302 bis 1307) zu theologischen Studien lehrte er an verschiedenen Studienkonventen in der französischen Provinz, vermutlich aber auch in Paris (bis etwa 1310). Ab 1305 war er Provinzial seines Ordens für Frankreich und wurde 1317 Vizegeneral. Im darauffolgenden Jahr 1318 wählt man ihn einstimmig zum Generalsuperior des Gesamtordens. Am 7. August 1323 starb er im Konvent von Narbonne.
Natalis Theologie ist eine Weiterführung der Lehren des Thomas von Aquin. Einige Schriften können kaum mit Sicherheit ihm oder Thomas zugeordnet werden. Seine Hauptthemen sind die Erbsündenlehre, das Problem der Inkarnation, die wissenschaftliche Stellung der Theologie, die Beziehung zwischen Kirche und Staat, die innerkirchliche Hierarchie mit den Machtbefugnissen der Amtsinhaber, sowie die Sakramente. Natalis wird die Entwicklung des Begriffs der sogenannten immateriellen Materie zugeschrieben, welcher zum Ausgangspunkt der Angelologie im Thomismus wurde.
Die Beziehungen zu seinen Zeitgenossen in Paris Eckhart von Hochheim und Duns Scotus sind noch weitgehend unerforscht. Natalis theologischer Gegenpart ist Durandus von St. Pourçain (der doctor modernus). 1314 ist er Vorsitzender einer Kommission, die Durandus Lehre verurteilt. Daneben griff Natalis auch in die Templerprozesse ein.

## Editionen
- Quodlibeta et tractatus. Edidit Marcantonio Zamara. Venedig 1513 (Reprint Ridgewood, NJ 1966).
- Hervaeus Natalis: De quattuor materiis sive Determinationes contra magistrum Henricum de Gandavo. Vol. I: De formis (together with his De unitate formae substantialis in eodem supposito). A critical Edition from Selected Manuscripts. Ed. by Lambert M. de Rijk (Studia artistarum 30). Turnhout: Brepols 2011 (xviii, 355 S.).
- Hervaeus Natalis: De quattuor materiis sive Determinationes contra magistrum Henricum de Gandavo. Vol. II: De esse et essentia. De materia et forma. A critical edition from selected manuscripts. Ed. by Lambert M. de Rijk (Studia artistarum 35). Turnhout: Brepols 2013 (CLXVI, 191 S.).